# Pseudepidalea zugmayeri
Pseudepidalea zugmayeri är en groddjursart som först beskrevs av Josef Eiselt och Schmidtler 1973.  Pseudepidalea zugmayeri ingår i släktet Pseudepidalea och familjen paddor. IUCN kategoriserar arten globalt som livskraftig. Inga underarter finns listade i Catalogue of Life.